# Charles De Geer (1720–1778)
Charles De Geer, eller Carl De Geer, född 30 januari (10 februari) 1720 i Finspång, död 7 mars 1778 i Stockholm, var en svensk friherre, bruksägare och entomolog.

## Liv
De Geer kom från en familj med holländska rötter. Han var född på Finspångs slott, men växte upp i Utrecht från det att han var tre år, men återvände till Sverige som ung man. Han ärvde det för riket viktiga järnbruket i Leufsta från en barnlös farbror Charles De Geer (1660–1730). Bruket lyckades han få att blomstra. Det var en för sin tid välkänd industrianläggning.
Då han var åtta år fick han en silkesmask i present och sedan den stunden utvecklade han ett intresse för djur och natur. Han återvände till Sverige sommaren 1738 och i december 1739 blev han, som 19-åring, invald i den då nybildade Kungliga Vetenskapsakademien. Han skrev en lång rad uppsatser om insekter som publicerades i Vetenskapsakademiens Handlingar mellan 1740 och 1768. Två gånger var han preses i Vetenskapsakademien och höll då presidietal, dels Tal om nyttan, som insecterne och deras skärskådande, tilskynda oss (1744), dels Tal, om insecternas alstring (1754). Hans största verk var det i sju delar presenterade och tryckta arbetet Mémoires pour servir à l'histoire des insectes (1752, 1771–1778). Han var även medlem av Kungliga Vetenskaps-Societeten i Uppsala från 1743 och blev dessutom korresponderande medlem av den franska Vetenskapsakademien 1748. 1760 blev han hovmarskalk, 1761 riddare av Nordstjärneorden, 1772 kommendör med stora korset av Vasaorden samt 1773 friherre.

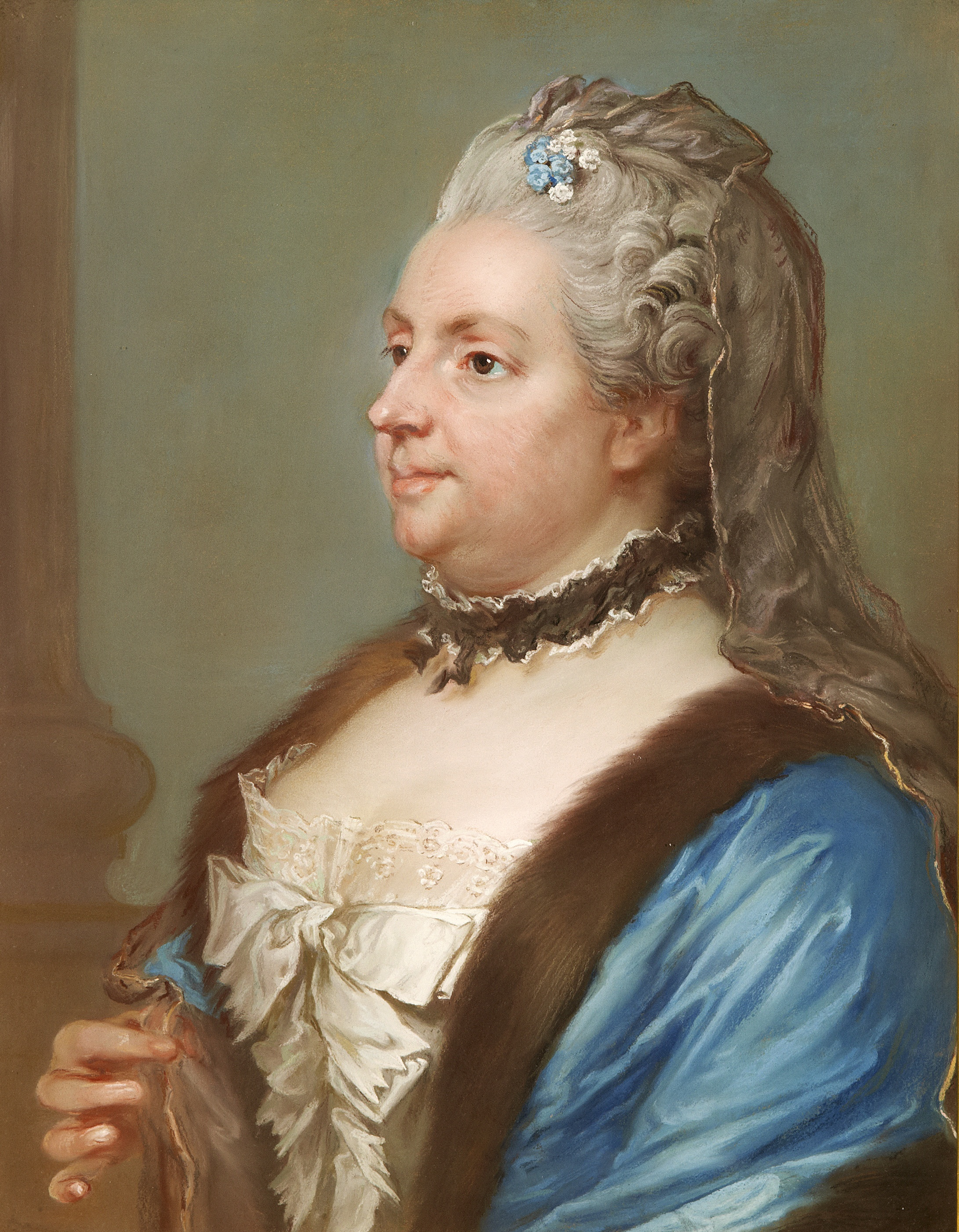
Charles De Geers maka Catharina Charlotta Ribbing (1720–1787), av Gustaf Lundberg.

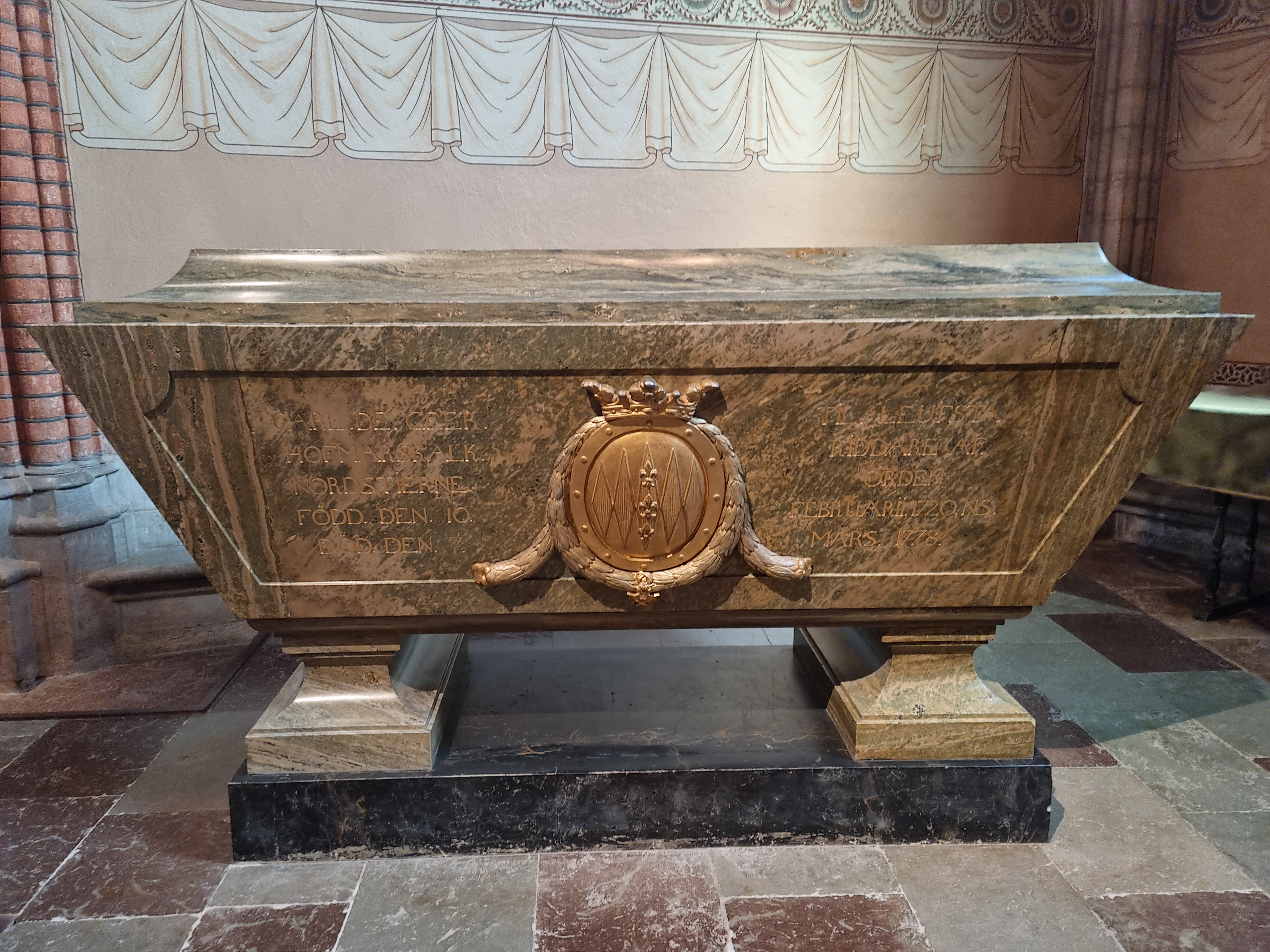
Charles De Geers kista i hans gravkor i Uppsala domkyrka.

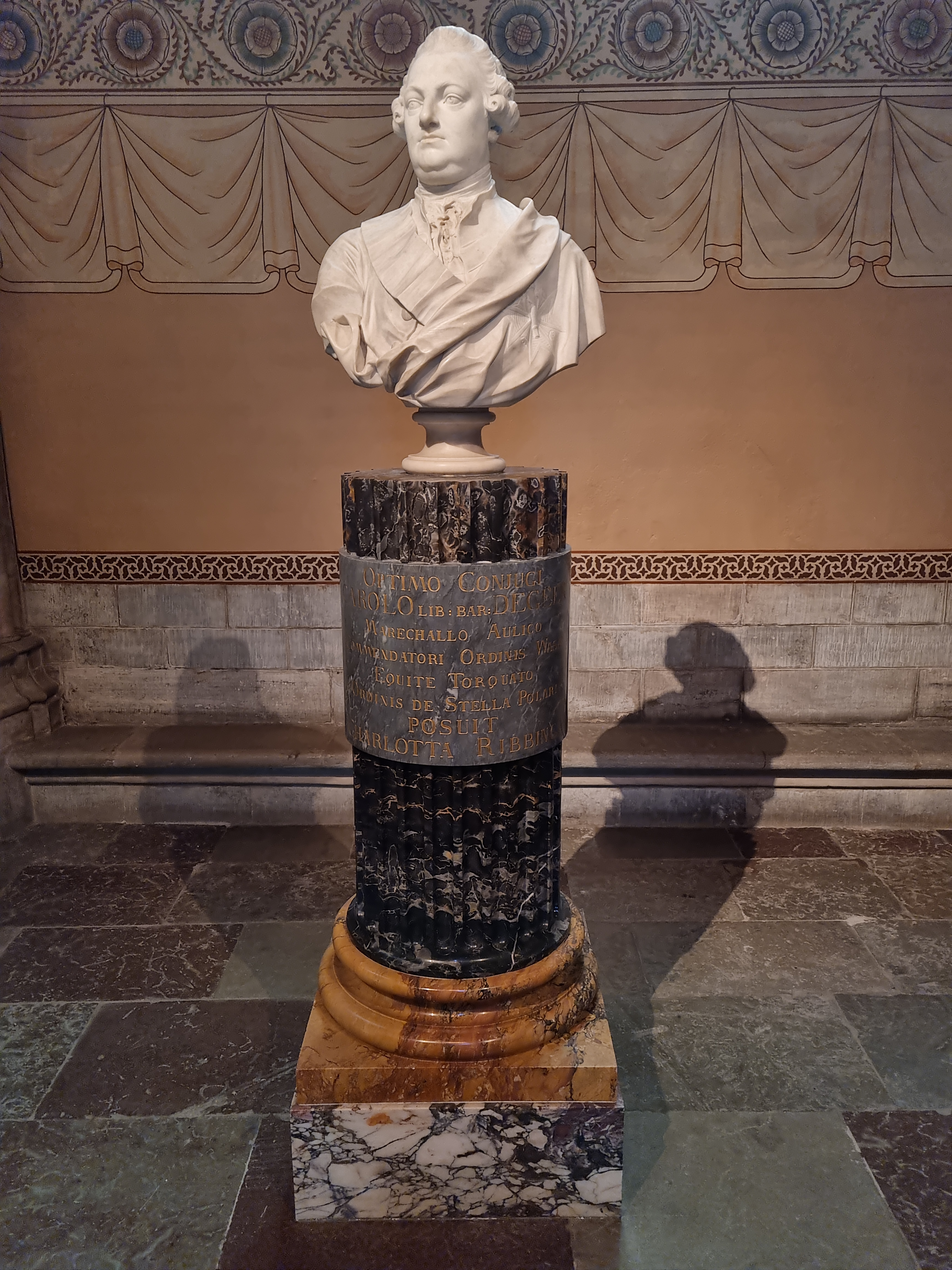
En byst av Charles De Geer i hans gravkor i Uppsala domkyrka.

Charles De Geer var gift med Catharina Charlotta Ribbing, som 1756 fick en medalj slagen över sig efter att ha varit den första inom den svenska överklassen som låtit smittkoppsvaccinera sina barn. Med sin maka fick han åtta barn, som alla nådde vuxen ålder. Den äldste sonen, kammarherre Charles De Geer (1747–1805) övertog Leufsta efter faderns död.
Charles De Geer ligger begravd i eget gravkor i Uppsala domkyrka, tillsammans med sin fru.

## Övrigt
Charles De Geers stora samling av naturalier och insekter donerades till Vetenskapsakademien och finns på Naturhistoriska Riksmuseet. På sitt gods Leufsta lämnade han efter sig ett betydande bibliotek, som även innehöll skrifter av Olof Rudbeck den äldre och Olof Rudbeck den yngre (far och son), bland annat den så kallade Blomboken och Fogelboken, en mineralsamling samt en stor och viktig samling musikalier från 1700-talet. År 1986 kunde Uppsala universitetsbibliotek köpa Leufstabiblioteket tack vare donationer från dels Kjell och Märta Beijers stiftelse (Beijerstiftelsen), dels Katarina Crafoord (en av döttrarna till Holger Crafoord, grundaren av Gambro).

## Arbeten
- Tal om nyttan, som Insecterne och deras skärskådande, tilskynda oss, ... Stockholm 1744.
- Mémoires pour servir à l'histoire des insectes. Grefing & Hesselberg, Stockholm 1752–78.
- Tal, om insecternas alstring. Stockholm 1754.
- Abhandlungen zur Geschichte der Insecten. Müller & Raspe, Leipzig, Nürnberg 1776–83 p.m.
- Genera et species insectorum. Crusium, Leipzig 1783 p.m.

## Några insekter beskrivna av De Geer
- Camponotus pennsylvanicus, (Hymenoptera:  Formicidae)
- Dermestes maculatus, Rävänger, Coleoptera 1774
- Xestobium rufovillosum, Skäckig trägnagare, Coleoptera 1774
- Meconema thalassinum, Ekvårtbitare, Orthoptera 1773 Picture
- Gasterophilus intestinalis, Häststyng Diptera 1776
- Episyrphus balteatus, Flyttblomfluga, Diptera 1776
- Triatoma rubrofasciata, Hemiptera 1773
- Erythrodiplax unimaculata, Odonata 1773
- Anasa tristis, Hemiptera 1773
- Korscheltellus fusconebulosa, Ormbunksrotfjäril, Lepidoptera 1778